# Лебрен, Розина
Рози́на Лебре́н (нем. Rosine Lebrun), в замужестве Штенч (Stentzsch; 29 апреля 1783, Мюнхен — 5 июня 1855, там же) — немецкая певица и актриса. Дочь известных гобоиста Людвига Августа и певицы Франциски Лебрен, младшая сестра Софии Лебрен.
Как и её старшая сестра София, Розина училась игре на фортепиано у Андреаса Штрейхера и пению у своего дяди по материнской линии Франца Данци. Она имела успех как оперная певица, но после того как вышла замуж за мюнхенского актёра Карла Штенча (свадьба состоялась 30 ноября 1800 года), стала театральной актрисой, хотя иногда была дублёром в опере. С конца 1801 года и до её ухода из театра 1 января 1830 года она была членом мюнхенской театральной компании.

## Семья
- Муж — Карл Штенч (род. 3 декабря 1772, Берлин)[2]. Дочь:
  - Шарлотта Штенч (ум. 1877) — член мюнхенской театральной компании в 1822—1848 годах.